# Ebeagwa
Ebeagwa (ou Egbeawa, Ibiagwa) est une localité du Cameroun située dans la Région du Sud-Ouest et le département de Manyu. Elle est rattachée administrativement à l'arrondissement de Upper Bayang (Tinto Council) et au canton de Tinto.

## Population
La localité comptait 371 habitants en 1953, puis 444 en 1967, des Banyang. À cette date, elle disposait d'un marché chaque samedi, d'une école publique créée en 1965, d'un formateur pour le cacao.
Lors du recensement de 2005, on y a dénombré 273 personnes.

## Éducation
Ebeagwa est doté d'un collège public (CES).